# RCH in het seizoen 1961/62
Het seizoen 1961/1962 was het zevende jaar in het bestaan van de Heemsteedse betaaldvoetbalclub RCH. De club kwam uit in de Tweede divisie en eindigde daarin op de zevende plaats. Tevens deed de club mee aan het toernooi om de KNVB beker, hierin werd in de eerste ronde verloren van Koninklijke HFC (2–3).

## Wedstrijdstatistieken

### Tweede divisie
|       | Baronie | EDO   | De Graafschap | Helmondia '55 | LONGA | N.E.C. | Oldenzaal | PEC   | Roda Sport | Tubantia | UVS   | Velox | Zwartemeer | Zwolsche Boys |
| ----- | ------- | ----- | ------------- | ------------- | ----- | ------ | --------- | ----- | ---------- | -------- | ----- | ----- | ---------- | ------------- |
| Thuis | 0 – 1   | 3 – 3 | 2 – 0         | 2 – 2         | 0 – 0 | 1 – 0  | 0 – 0     | 1 – 3 | 2 – 1      | 1 – 0    | 1 – 0 | 2 – 0 | 1 – 1      | 3 – 1         |
| Uit   | 1 – 1   | 4 – 1 | 2 – 0         | 3 – 1         | 1 – 0 | 0 – 2  | 1 – 0     | 1 – 3 | 3 – 3      | 1 – 1    | 2 – 1 | 1 – 3 | 0 – 1      | 2 – 1         |

### KNVB beker
| 1e ronde                                        | RCH                               | 2 – 3 (1 – 1) | Koninklijke HFC                                  |
| 21 oktober 1961 Plaats: Heemstede Sportparklaan | Dolf Poerwo 5' Chris Hendriks 90' |               | 40' (pen.) Gerard Koenders Fred Jansen Jo Honnef |

## Statistieken RCH 1961/1962

### Eindstand RCH in de Nederlandse Tweede divisie 1961 / 1962
| Stand | Gespeeld | Gewonnen | Gelijk | Verloren | Punten | Doelpunten voor | Doelpunten tegen |
| ----- | -------- | -------- | ------ | -------- | ------ | --------------- | ---------------- |
| 7e    | 28       | 11       | 8      | 9        | 30     | 37              | 34               |

### Topscorers
| #              | Naam                 | Goal |
| -------------- | -------------------- | ---- |
| 1.             | Ab Koning            | 7    |
| 2.             | Jan Honout           | 5    |
| 2.             | Chris Hendriks       | 5    |
| 2.             | Bram Peper           | 5    |
| 5.             | Maup Kruijer         | 3    |
| 5.             | László Nánai         | 3    |
| 7.             | Loek Bekkers         | 2    |
| 7.             | Piet Brouwer         | 2    |
| 7.             | Paul van Egmond      | 2    |
| 10.            | R. Blokker           | 1    |
| 10.            | Henk Liefhebber      | 1    |
| Eigen doelpunt |                      |      |
| –              | Joop Jochems (Velox) | 1    |
| Totaal         | Totaal               | 37   |

| #      | Naam           | Goal |
| ------ | -------------- | ---- |
| 1.     | Chris Hendriks | 1    |
| 1.     | Dolf Poerwo    | 1    |
| Totaal | Totaal         | 2    |

## Voetnoten
Baronie · EDO · De Graafschap · Helmondia '55 · LONGA · N.E.C. · Oldenzaal · PEC · RCH · Roda Sport · Tubantia · UVS · Velox · Zwartemeer · Zwolsche Boys